# Formica glauca
Formica glauca é uma espécie de formiga do gênero Formica, pertencente à subfamília Formicinae.